# Tête de femme (Delacroix)
Pour les articles homonymes, voir Tête de femme.
Tête de femme est un tableau réalisé par l'artiste romantique français Eugène Delacroix et conservé au musée des Beaux-Arts d'Orléans dans le département du Loiret en région Centre-Val de Loire, en France.

## Description
Le tableau a été réalisé à l'aide de graphite en 1823 par Eugène Delacroix comme une étude pour ses Scènes des massacres de Scio de 1824.
La femme est étroitement encadrée et montrée regardant vers le haut avec peur. Sa robe noire, ses longs cheveux noirs et ses traits sont rendus en clair-obscur.
Le tableau fait partie de la collection du musée des Beaux-Arts d'Orléans.